# Ilià Ivaixka
Ilià Uladzímiravitx Ivaixka (Minsk, 24 de febrer de 1994) és un tennista professional belarús.
Ha desenvolupat la seva carrera bàsicament en el circuit ATP Challenger Tour i Circuit ITF, on ha guanyat cinc títols individuals i tres de dobles. Forma part de l'equip belarús de Copa Davis.

## Palmarès

### Individual: 1 (1−0)
| Llegenda                          |
| --------------------------------- |
| Grand Slams (0−0)                 |
| ATP Finals (0−0)                  |
| ATP World Tour Masters 1000 (0−0) |
| ATP World Tour 500 (0−0)          |
| ATP World Tour 250 (1−0)          |

| Títols per superfície |
| --------------------- |
| Dura (1−0)            |
| Gespa (0−0)           |
| Terra batuda (0−0)    |

| Resultat  | Núm. | Data               | Torneig                     | Superfície | Oponent     | Marcador |
| --------- | ---- | ------------------ | --------------------------- | ---------- | ----------- | -------- |
| Guanyador | 1.   | 28 d'agost de 2021 | Winston-Salem, Estats Units | Dura       | Mikael Ymer | 6−0, 6−2 |

## Trajectòria

### Individual
| Open d'Austràlia | A   | Q1          | Q1          | 2R          | 1R          | 1R    | A  | 1R |  | 0 / 4   | 1 – 4   |
| Roland Garros | A   | Q2          | 1R          | A           | Q1          | Q1    | 2R | 1R |  | 0 / 3   | 1 – 3   |
| Wimbledon | Q1  | Q1          | Q1          | A           | NC          | 4R    |    | 2R |  | 0 / 2   | 4 – 2   |
| US Open | 1R  | Q1          | Q1          | 1R          | A           | 3R    | 4R | 1R |  | 0 / 5   | 5 – 5   |
| Jocs Olímpics | A   | No celebrat | No celebrat | No celebrat | No celebrat | 3R    | NC | NC |  | 0 / 1   | 2 – 1   |
| Total Victòries−Derrotes                                                                                                   | 5−1 | 2−2         | 9−14        | 8−12        | 3−5         | 30−16 |    |    |  | 60 – 54 | 60 – 54 |
| Rànquing a final d'any | 179 | 230         | 91          | 131         | 108         | 48    |    |    |  |         |         |
| Llegenda: G: Guanyador; F: Finalista; SF: Semifinalista; QF: Quarts de final; Q: Qualificació; A: Absent; RR: Round Robin; |     |             |             |             |             |       |    |    |  |         |         |